# Bondurant, Iowa
Bondurant là một thành phố thuộc quận Polk, tiểu bang Iowa, Hoa Kỳ. Năm 2010, dân số của thành phố này là 3860 người.

## Dân số
Dân số qua các năm:
- Năm 2000: 1846 người.
- Năm 2010: 3860 người.